# Die Grube (Breitenbrunn am Neusiedler See)

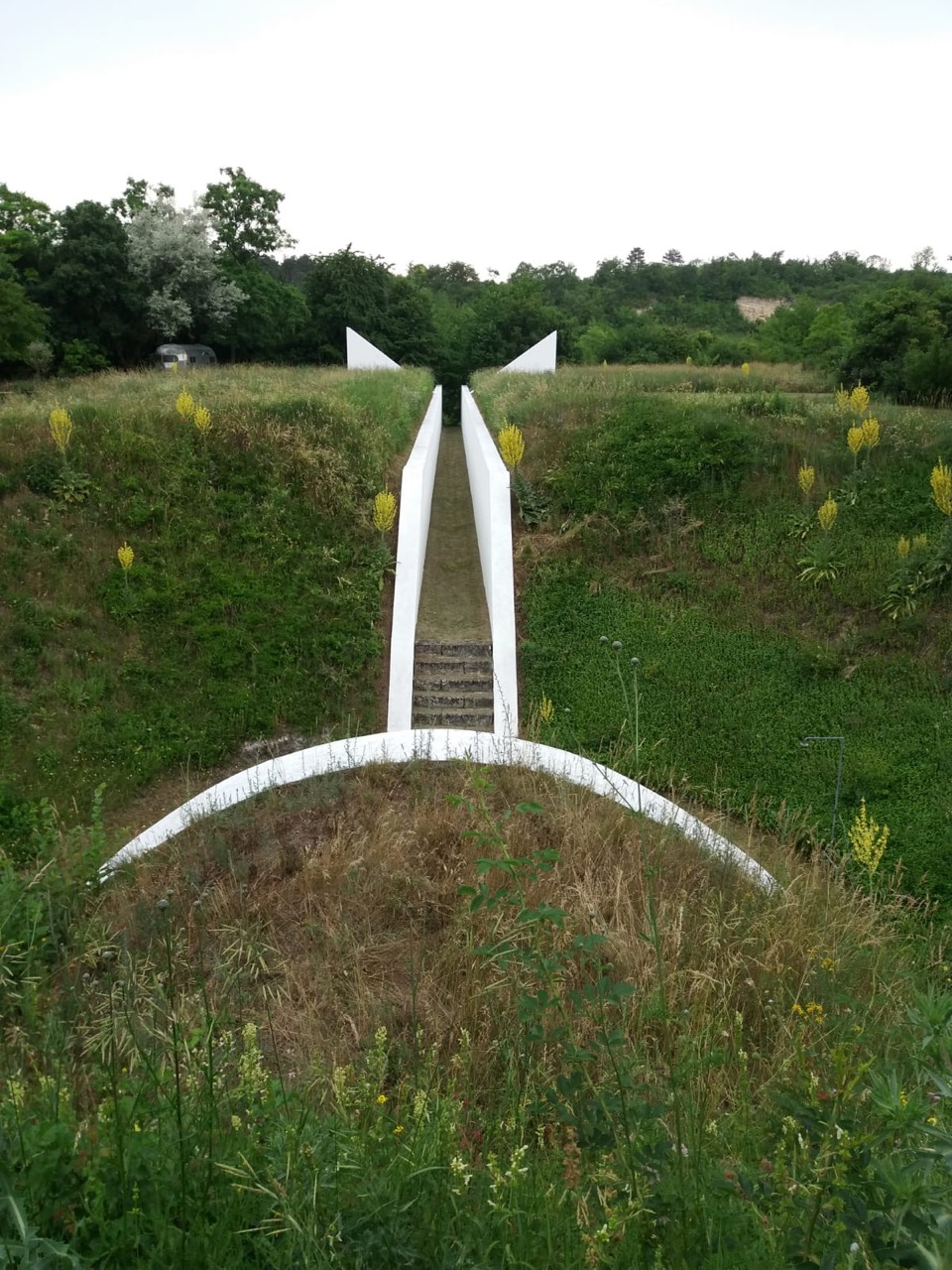
Traditioneller burgenländischer Weinkeller, „Die Grube“, „Steinbruchgang mit Flügeltreppen“, Land-Art-Projekt „Die Grube“, Breitenbrunn am Neusiedler See

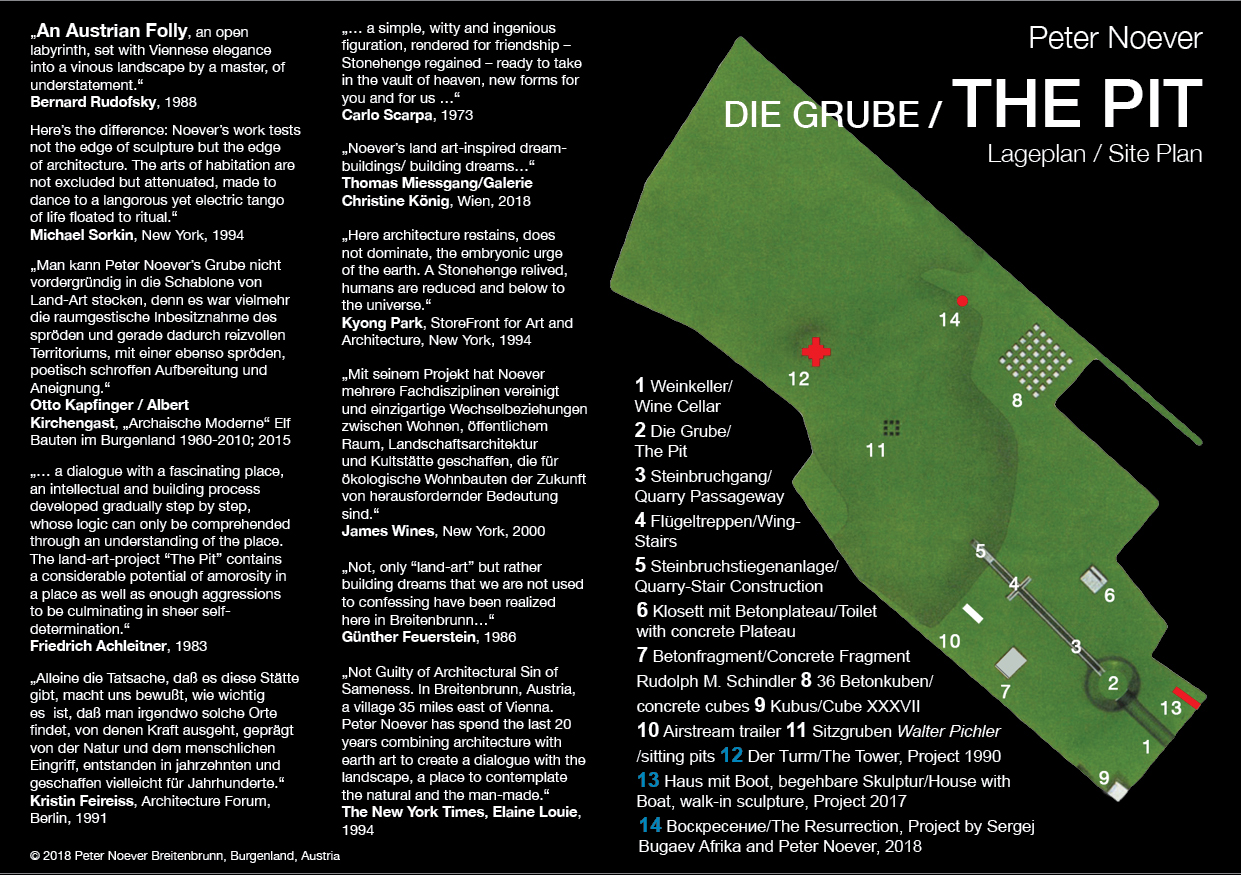
„Die Grube“, Lageplan und Statements, Peter Noever's Land-Art-Projekt in Breitenbrunn am Neusiedler See, Österreich

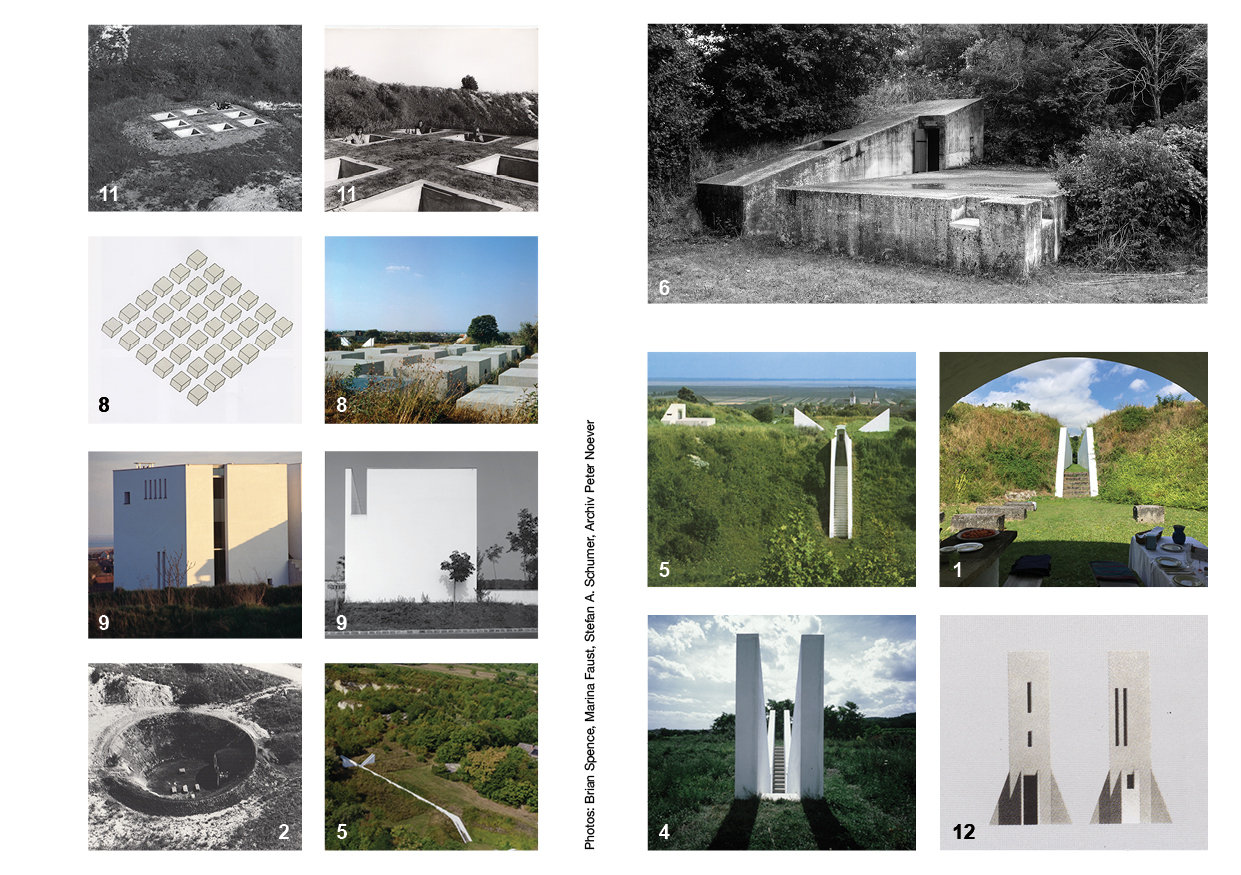
„Die Grube“, Detailansichten, Peter Noever's Land-Art-Projekt in Breitenbrunn am Neusiedler See, Österreich

Die Grube ist ein Land-Art-Projekt von Peter Noever in Breitenbrunn am Neusiedler See, das seit den frühen 1970er-Jahren besteht und laufend weiterentwickelt wird.

## Architektur
Ausgangspunkt des Land-Art-Projekts „Die Grube“ ist der über 200 Jahre alte, aus Sandstein gebaute Weinkeller. Das nördliche Ende des Kellergewölbes wurde freigelegt, die Kellerabschlusswand nach innen verschoben, sodass ein überwölbter, windgeschützter, mit Bänken und Tischen aus Sandstein – aus dem angeschlossenen Steinbruch – gebauter Raum entstand, offen nach Norden. Daran schließt „Die Grube“ an (am Boden ein Durchmesser von 8 Metern, der obere Rand des Trichters hat einen Durchmesser von 20 Metern). Die Neigung der Grasböschung beträgt mehr als 50 Grad. In dem hermetischen, jedoch zum Himmel weit aufgespreizten Graskegel, kann man unten im Freien auf Sandsteinquadern Platz nehmen.

## Projekte, Lageplan
1. Weinkeller
2. Die Grube
3. Steinbruchgang
4. Flügeltreppen
5. Steinbruchstiegenanlage
6. Klosett mit Betonplateau
7. Betonfragment Rudolph M. Schindler
8. 36 Betonkuben
9. Kubus XXXVII
10. Airstream trailer
11. Sitzgruben Walter Pichler
12. Der Turm, Projekt 1990
13. Haus mit Boot, begehbare Skulptur, Projekt 2017/2019
14. The Resurrection, Projekt von Sergej Bugaev Afrika und Peter Noever, 2018

## Denkmalschutz
Am 2. April 2019 wurde „Die Grube“ unter Denkmalschutz gestellt. Im entsprechenden Gutachten des Bundesdenkmalamtes wird u. a. festgehalten: „Die geschichtliche, künstlerische und kulturelle Bedeutungsebene der Denkmalanlage „Die Grube" resultiert bereits aus der Einzigartigkeit des Breitenbrunner Projektes. Peter Noever, Gestalter, Designer, Museumsdirektor, Lehrbeauftragter für Designanalyse, Gastprofessor für Museologie, Herausgeber und Redakteur hat im Verlauf von etwas mehr als zwei Jahrzehnten ausgehend von einem burgenländischen Weinkeller ein Gesamtkunstwerk geschaffen, das in seinem Ausdruck über die architektur- und kunsthistorische Begrifflichkeit hinausgeht.“

## Öffentliche Veranstaltungen
- "Art glows in between" / "Dazwischen glüht die Kunst", Heritage Day, Sept. 25, 2022 mit künstlerischen Interventionen von Alfredo Barsuglia, Thomas Andreas Beck, VALIE EXPORT, Tone Fink, Oliver Hangl, Edgar Honetschläger, Karin Ivancsics, Lukas Lauermann, Marc Leschelier, Mark Mack, Elisabeth von Samsonow, Elfie Semontan, Wiener Beschwerdechor
- "thinking ahead" architectural conference, Sept. 27, 2020
- Land Art Project by Peter Noever, mit Nicole Six / Paul Petritsch, Sept. 29, 2019